# Josh Bostic
Joshua Lamont Bostic (ur. 12 maja 1987 w Columbus) – amerykański koszykarz występujący na pozycji niskiego skrzydłowego, od 2023 asystent trenera Houston Rockets.
W 2014 rozegrał dwa spotkania przedsezonowe w barwach Detroit Pistons.
W latach 2018–2020 zawodnik Arki Gdynia.
8 czerwca 2022 dołączył do Anwilu Włocławek. 16 lipca 2023 ogłosił zakończenie kariery zawodniczej. 4 października 2023 został asystentem trenera Houston Rockets.

## Osiągnięcia
Na podstawie, o ile nie zaznaczono inaczej.

### NCAA II
- Mistrz dywizji II NCAA (2009)
- Zawodnik roku:
  - dywizji II NCAA (2009 według NABC)[6]
  - regionu środkowo-zachodniego (2009)
  - konferencji Great Lakes Intercollegiate Athletic (GLIAC – 2009)
- MVP turnieju NCAA Division II (2009)
- Uczestnik:
  - meczu gwiazd NCAA – Reese's College All-Star Game (2009)
  - turnieju Portsmouth Invitational (2009)

### Klubowe
- Mistrz FIBA Europe Cup (2023)[7][8]
- Wicemistrz:
  - Belgii (2013)
  - Łotwy (2016)
- Brązowy medalista mistrzostw Polski (2019)[9]

### Indywidualne
- MVP:
  - EBL (2019 według dziennikarzy)[10]
  - miesiąca:
    - Ligi Adriatyckiej (grudzień 2017)
    - EBL (luty-marzec 2019)[11]

  - kolejki Ligi Adriatyckiej (10 i 14 – 2017/2018)
- Zaliczony do I składu EBL (2019 – oficjalnego, 2020 przez dziennikarzy)[12][13]